# ショパン音楽アカデミーの人物一覧
ショパン音楽アカデミーの人物一覧は、ショパン音楽アカデミーに関係する人物の一覧記事。

## 著名な教職員

### 器楽奏者
- ヤン・エキエル
- パウル・コハンスキ
- ズビグニェフ・ジェヴィエツキ
- レギナ・スメンジャンカ
- ジュヌヴィエーヴ・ドワイアン
- バルバラ・ヘッセ＝ブコフスカ
- ロマン・ラソツキ

### 声楽家
- ヤヌシュ・スローム

### 作曲家
- ユゼフ・エルスネル
- ヴワディスワフ・ジェレンスキ
- カロル・シマノフスキ
- ヴィトルド・マリシェフスキ

### 音楽学者
- ユゼフ・トゥルチンスキ

### その他
- スタニスワフ・ヴィスウォツキ
- アントニ・ヴィト

## 卒業生

### 器楽演奏家
- モデスト・アルトシュラー
- ピョートル・アンデルジェフスキ
- エウゲニア・ウミンスカ
- ヤン・エキエル
- 河合優子
- ミシェル・シュヴァルベ
- ウワディスワフ・シュピルマン
- アドルフ・シュルツ＝エヴラー
- 高橋多佳子
- ヨーゼフ・ハシッド
- ヘンリク・パフルスキ
- 平澤真希
- 佐藤ひでこ
- フー・ツォン
- 福山孝
- ブロニスラフ・フーベルマン
- フェリシア・ブルメンタール
- エリーザベト・ホイナツカ
- ヴィトルト・マウツジンスキ
- 村元絵美
- 山本貴志
- ワンダ・ランドフスカ

### 作曲家
- ミェチスワフ・ヴァインベルク
- ミェチスワフ・カルウォーヴィチ
- ブロニスラウ・ケイパー
- ヴィクトル・コセンコ
- ヘンリク・メルツェル＝シュチャヴィニスキ
- フレデリック・ショパン
- アンジェイ・チャイコフスキ
- ミカロユス・チュルリョーニス
- ジグムント・ノスコフスキ
- グラジナ・バツェヴィチ
- イェジー・フィテルベルク
- ロマン・マチエイェフスキ
- シモン・ラクス
- ヴィトルト・ルトスワフスキ

### ポピュラー音楽・芸能・文化・スポーツ・その他
- アナ・マリア・ヨペック

### その他
- ヤツェク・カスプシク
- イェジー・マクシミウク
- ルドミル・ルジツキ